# Marsdenia hemiptera
Marsdenia hemiptera är en oleanderväxtart som beskrevs av Heinrich Gottlieb Ludwig Reichenbach. Marsdenia hemiptera ingår i släktet Marsdenia och familjen oleanderväxter. Inga underarter finns listade i Catalogue of Life.